# رأسية (زخرفة)

رأسية الغمد ذات الرقم 10.

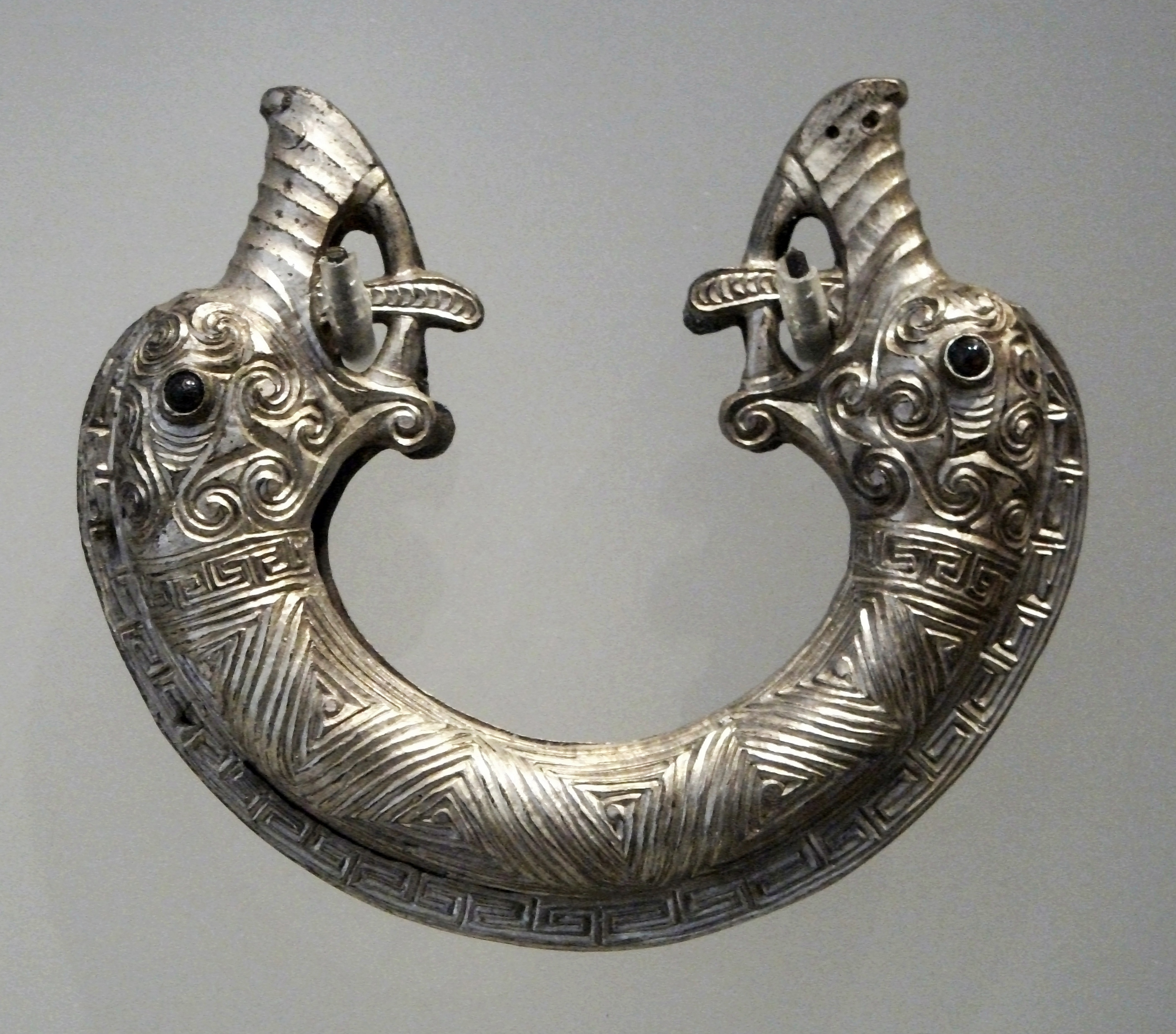
غمد من كنز جزيرة القديس نِنيان

الرَّاسية في الزخرفة هو تركيب واقي في الجزء السفلي من غمد أو غمد لسيف أو خنجر (10 في الرسم التخطيطي). غالبًا ما كانت أسلحة النصل التاريخية تحتوي على غمد جلدي ذو أجزاء معدنية في كلا الطرفين قد تكون مزينة.